# Nganggug Co
Nganggug Co (kinesiska: Anggu Cuo, 昂古错) är en sjö i Kina. Den ligger i den autonoma regionen Tibet, i den sydvästra delen av landet, omkring 580 kilometer väster om regionhuvudstaden Lhasa. Trakten runt Nganggug Co består i huvudsak av gräsmarker.
Genomsnittlig årsnederbörd är 609 millimeter. Den regnigaste månaden är juli, med i genomsnitt 133 mm nederbörd, och den torraste är december, med 13 mm nederbörd.